# Checoslovaquia en los Juegos Paralímpicos de Innsbruck 1984
Checoslovaquia estuvo representada en los Juegos Paralímpicos de Innsbruck 1984 por dos deportistas, un hombre y una mujer. El equipo paralímpico checoslovaco no obtuvo ninguna medalla en estos Juegos.